# (90140) Gómezdonet
(90140) Gómezdonet est un astéroïde de la ceinture principale.

## Description
(90140) Gomezdonet est un astéroïde de la ceinture principale. Il fut découvert le 28 décembre 2002 à Pla D'Arguines par Rafael Ferrando. Il présente une orbite caractérisée par un demi-grand axe de 2,38 UA, une excentricité de 0,10 et une inclinaison de 6,6° par rapport à l'écliptique.

## Compléments